# Estelle Martin
Estelle Martin est une journaliste française de télévision.

## Biographie
Estelle Martin a travaillé notamment avec Karl Zéro, dans Le Journal des Bonnes Nouvelles,.
Sur TV5MONDE, elle présente Le monde de TV5 avec notamment Gilane Barret. Puis elle présente les journaux du week-end de TV5 tandis que David Delos prend en charge les éditions de la semaine. Elle anime aussi des éditions spéciales comme La Nuit américaine pour les élections présidentielles américaines en 2008.
Après un bref passage dans la presse locale (Dauphiné Libéré et La Provence), elle commence sa carrière sur I-Télé avant de rejoindre Canal+ (où elle a présenté Le Contre-journal), puis TV5 MONDE. Elle a présenté les Marches du Festival de Cannes pour Télé Festival en 2003, des émissions pour TV Breizh ou 13e rue. On la retrouve sur Cap 24 dans l'émission de Patrice Carmouze avec sa chronique Musique. Cap 24 où elle a présenté les VBI, un magazine culturel hebdomadaire.
Elle reçoit un artiste chaque samedi dans son journal de 16 heures, Y'a du monde à …, sa chronique devient émission quand elle couvre les festivals de cinéma, toujours pour TV5 Monde.